# Nuovi Argomenti

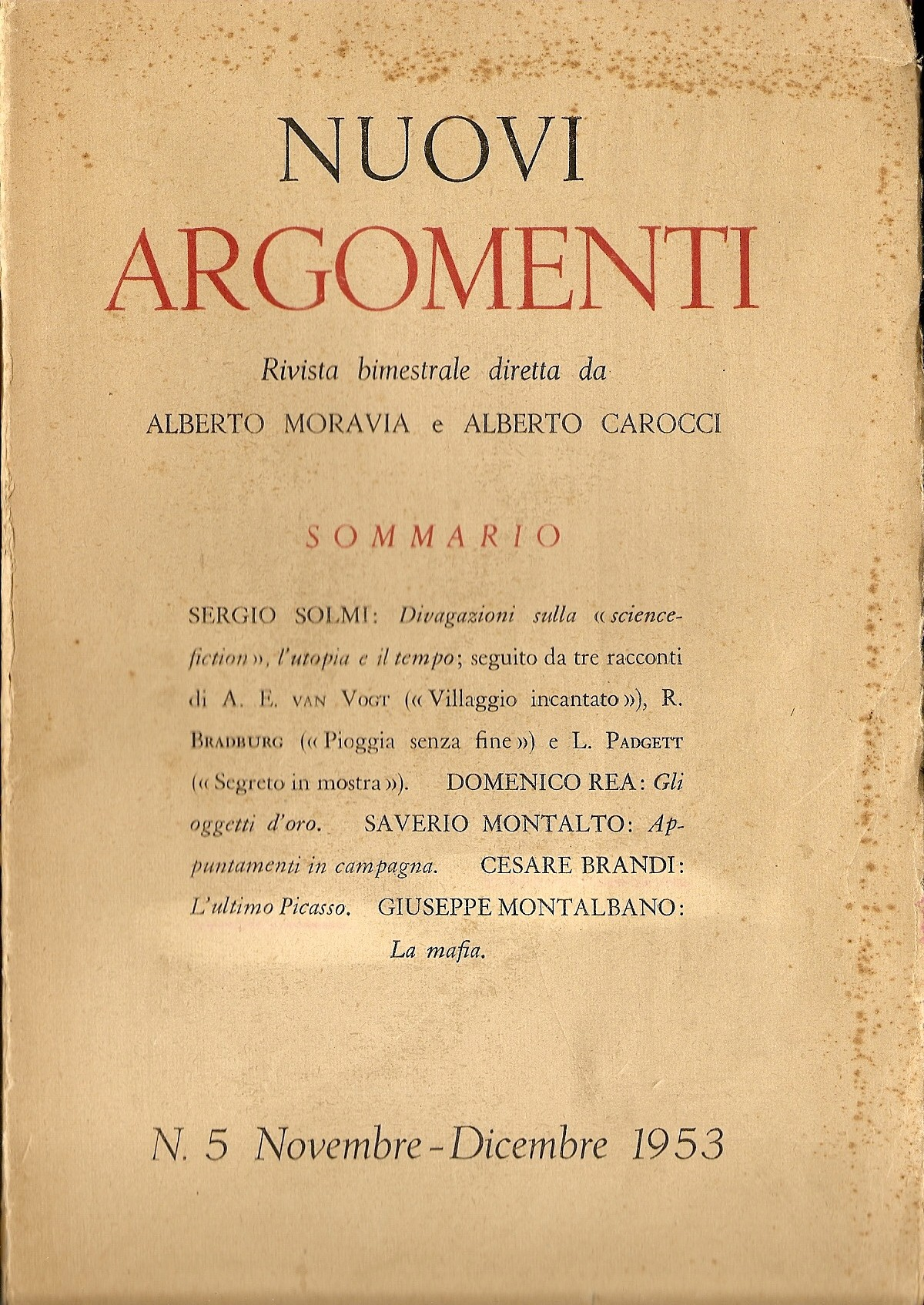
nº 5 della rivista Nuovi Argomenti del 1953.

Nuovi Argomenti è una rivista letteraria trimestrale fondata a Roma nel 1953 da Alberto Carocci e Alberto Moravia, cui ben presto si affiancò Pier Paolo Pasolini e, dopo la morte di Pasolini e di Carocci, Attilio Bertolucci ed Enzo Siciliano.

## Storia
Il periodico ha avuto cinque serie: la quinta è quella in corso.
La prima serie, che va dal 1953 al 1965, fu bimestrale ed era stampata dall'Istituto Grafico Tiberino di Roma; la seconda, edita da Nuovi Argomenti, va dal 1966 al 1981 e vide cambiare la periodicità nel 1972 diventando trimestrale per ritornare, nel 1976, nuovamente bimestrale. La terza serie, uscita nel gennaio del 1982, diventa nuovamente trimestrale. Il primo numero della rivista, chiaramente di matrice marxista, apriva con alcuni interessanti articoli: uno di Moravia intitolato Inchiesta sull'arte e il comunismo, uno del filosofo ungherese Lukács, L'introduzione agli scritti di estetica di Marx ed Engels, uno di Solmi, Nota sul comunismo e la pittura e uno su Arte e comunismo del critico teatrale Chiaromonte.
"Nuovi Argomenti" utilizzava la formula dell'inchiesta o della presentazione di un problema come le 9 domande sullo stalinismo, le 8 domande sullo stato-guida, le 8 domande sulla critica letteraria in Italia, le 8 domande sull'erotismo in letteratura, le 7 domande sulla poesia, le 8 domande sul XX Congresso del PCUS, le 10 domande su neocapitalismo e letteratura. Accanto ai temi-inchiesta vi erano poi dei numeri monografici, intitolati "Appunti", che si interessavano di questioni di politica estera e internazionale, come quelli dedicati agli USA, al colonialismo in Algeria, alle due Germanie, alla Cina.
Verso la metà degli anni sessanta la rivista abbandona l'impostazione propriamente ideologica e politica per assumere quella legata soprattutto ai testi raccogliendo così quasi tutti i testi validi degli autori che hanno iniziato il loro lavoro in questi anni.
Nel 1993 il direttore Enzo Siciliano e la redazione decidono di pubblicare "per intero" il romanzo Il branco di Andrea Carraro (con il provvisorio titolo La baracca) che, a causa dell'argomento scabroso, non aveva trovato un editore disposto a stamparlo. Fu un'iniziativa dello stesso Siciliano che si poneva in aperta polemica verso l'editoria del tempo.
La terza serie, quella iniziata nel 1982, ha mantenuto la tradizionale impostazione, cambiando, nel 1998, quando inizia ad essere pubblicata da Arnoldo Mondadori Editore, il formato, la grafica e l'impaginazione che hanno reso la rivista di più agile lettura.
Dal 1994 al 1997 la rivista passa all'editore Giunti, per quella che sarà la quarta serie. Questa serie consterà di 12 fascicoli.
Nel 1998 torna in mano di Mondadori. Il primo numero della nuova serie è Terrore e terrorismo e vede l'arrivo come direttore di Arnaldo Colasanti, insieme ai già presenti Furio Colombo, Dacia Maraini, Raffaele La Capria e Enzo Siciliano (anche direttore responsabile).
Nel 2003 la rivista festeggia i suoi 50 anni di attività, pubblicando il numero 21, intitolato "Abbiamo 50 anni – Prologo", a cui seguiranno "Abbiamo 50 anni – Atto Primo", "Abbiamo 50 anni – Atto Secondo" e "Abbiamo avuto 50 anni". Nello stesso anno inizia la collaborazione con Alessandro Piperno che firma una pubblicazione dal titolo "Lettera aperta a Enzo Siciliano sul caso Philip Roth". Le funzioni di segretario di redazione vengono affidate a Mario Desiati, insieme a Carlo Carabba, Leonardo Colombati, Helena Janeczek e Roberto Saviano.
Il 9 giugno 2006 muore Enzo Siciliano. Con un numero speciale, "Officina Siciliano", gli rendono omaggio Alberto Arbasino, Bernardo Bertolucci, Franco Buffoni, Arnaldo Colasanti, Franco Cordelli, Alain Elkann, Miriam Mafai, Valerio Magrelli, Raffaele Manica, Dacia Maraini, Vincenzo Pardini, Elisabetta Rasy, Giorgio van Straten.
Nel gennaio 2009 Carlo Carabba diventa coordinatore della redazione in cui entrano Federica Manzon e Chiara Valerio.
Secondo il sito ufficiale, consultato nel luglio 2025, la direzione è composta da:
- Dacia Maraini, direttore responsabile
- Leonardo Colombati, direttore
- Raffaele La Capria, direttore
- Raffaele Manica, direttore
- Giorgio van Straten, direttore
- Lorenzo Pavolini, vicedirettore
- Alessandro Piperno, vicedirettore

## Numeri

### Prima serie
(casa editrice: Istituto Tiberino di Roma)
N. 1 (marzo-aprile, 200 p.), 1953 Inchiesta sull’arte e il comunismo
N. 2 (Maggio-giugno), 1953 Inchiesta sull’arte e il comunismo 2
N. 3 (luglio-agosto, 195 p.), 1953.
N. 4 (settembre-ottobre), 1953. Alcuni appunti sugli U.S.A.
N. 7 (Marzo-aprile), 1954. Comunismo e ocidente
N. 8 (Maggio-giugno, 191 p.), 1954. I minatori di Maremmani
N. 10 (settembre-ottobre, 267 p.), 1954 Inchiesta su Orgosolo di Franco Cagnetta
N. 11 (Novembre-dicembre, 185 p.), 1954. L’uomo come fine
N. 15-16 (luglio-ottobre 196 p.). 1955.
N. 17-18 (novembre-Febbraio, 218 p.), 1955.
N. 19 (Marzo-Aprile, 193 p.), 1956. “Appunti sul colonialismo in Algeria”
N. 20 (Maggio-giugno, 139 p.), 1956. “9 domande sullo stalinismo”
N.21-22 (luglio-ottobre), 1956.
N. 23-24 (novembre-dicembre), 1956.
N. 25 (Marzo-aprile, 169 p.), 1957 “8 domande sullo stato guida”
N. 26 (maggio-giugno), 1957
N. 27 (luglio-agosto 152 p.), 1957
N. 28-29 (settembre-dicembre), 1957
N. 30 (Gennaio-febbraio, 206 p.), 1958. Ultime cose su Saba
N. 31-32 (Marzo-giugno, 344 p.), 1958. Inchiesta alla FIAT
N. 33 (luglio-agosto, 191 p.), 1958.
N. 34 (Settembre-ottobre), 1958. I problemi di due Germani
N. 35-36 (novembre-febbraio, 212 p.), 1958
N. 37 (Marzo-aprile, 192p.), 1959. Mito e civiltà moderna
N. 38-39 (maggio-agosto, 185 p.), 1959. 9 domande sul romanzo
N. 40 (Settembre-ottobre), 1959. O desenvolvimento econômico na China
N. 41 (Novembre-dicembre), 1959.
N. 42-43 (Gennaio-aprile), 1960.
N. 44-45 (Maggio-Agosto, 194 p.), 1960. 8 domande sulla critica letteraria in Italia
N. 46 (settembre-ottobre), 1960.
N. 47-48 (Novembre-febbraio), 1960. Appunti sulla destra tedesca
N. 49-50 (Marzo-giugno), 1961.
N. 51-52 (luglio-ottobre), 1961. “8 domande sull'erotismo in letteratura”
N. 53-54 (novembre-febbraio), 1961
N. 55-56 (Marzo-Giugno), 1962. 7 domande sulla poesia
N. 57-58  (Luglio e Ottobre, 176p.), 1962. 8 domande sul XXII° Congresso del PCUS
N. 59-60 (Novembre – febbraio) 1962
N. 61-66 (Marzo– febbraio, 200 p.), 1963.
N. 67-68 (marzo – giugno 1964) 10 domande su “neocapitalismo e letteratura
N. 69-71,  luglio dicembre 1964.
Nuova serie (casa editrice Garzanti)
N. 1, gennaio-marzo, 1966.
N. 2, aprile-giugno, 1966
N. 3-4 Luglio-dicembre, 1966.
N. 5, Gennaio-Marzo, 1967.
N. 6, Aprile-Giugno, 1967.
N. 7-8, Luglio-dicembre, 1967.
N. 9, Gennaio-marzo, 1968.
N. 10, aprile-giugno, 1968.
N. 11 luglio-settembre, 1968.
N. 12, ottobre-dicembre, 1968
N. 13, Gennaio-marzo, 1969.
N. 14, Aprile-Giugno, 1969
N. 15, Luglio-Settembre, 1969
N. 16, ottobre-dicembre, 1969
n. 17, gennaio-marzo, 1970
N. 18, Aprile-Giugno, 1970
N. 19, Luglio-Settembre, 1970
N. 20, Ottobre-Dicembre, 1970
N. 21, Gennaio-marzo, 1971
N. 22, aprile-giugno, 1971
N. 23-24, Julhio-dicembre, 1971
N. 25, Gennaio-Febbraio, 1972
N. 26, Marzo Aprile, 1972
N. 27, maggio-giugno, 1972
N. 28, luglio-agosto, 1972
N. 29-30, Settembre-dicembre, 1972
N. 31, Gennaio – Febbraio, 1973 OTTO DOMANDE SULL’ESTREMISMO
N. 32, Marzo-Aprile, 1973
N. 33-34, Marzo-agosto, 1973
N. 35-36, Settembre-dicembre, 1973
N. 37, gennaio-febbraio, 1974
N. 38-39, Marzo-giugno, 1974 Appunti sul Cile
N. 40-41-42, Luglio-Dicembre, 1974
N. 43-44, Gennaio-Aprile, 1975
N. 45-46, Maggio-Agosto, 1975
N. 47-48, Settembre-dicembre, 1975
N. 49 – Gennaio-Marzo, 1976 Ommagio a Pasolini
N. 50, Aprile-giugno, 1976
N. 51-52, Luglio-dicembre, 1976
N. 57, gennaio-marzo, 1978 Omaggio a Saba
N. 58, Aprile-Giugno, 1978
N. 59-60, Luglio-Dicembre, 1978
N. 61, Gennaio-Marzo, 1979
N. 62, Aprile-Giugno, 1979
N. 63-64, Luglio-Dicembre, 1979
N. 65-66 – Gennaio-Giugno, 1980
N. 67-68, Luglio-Dicembre, 1980

### La quinta serie
- 83 / Ottobre-Dicembre 2018 - Non necessariamente fatale
- 82 / Aprile-Giugno 2018 - Non tutti i mali
- 81 / Gennaio-Marzo 2018 - Mostro da niente
- 80 / Ottobre-Dicembre 2017 - Rivoluzione! Rivoluzione!
- 79 / Luglio-Settembre 2017 - Maestri. Penna - Debenedetti
- 78 / Aprile-Giugno 2017 - Lezioni di vero
- 77 / Gennaio-Marzo 2017 - Il fantasma nell’opera
- 76 / Ottobre-Dicembre 2016 - L’Europa quando piove
- 75 / Luglio-Settembre 2016 - Misericordia
- 74 / Aprile-Giugno 2016 - Amelia Rosselli
- 73 / Gennaio-Marzo 2016 - Che lingua fa?
- 72 / Ottobre-Dicembre 2015 - Bassani
- 71 / Luglio-Settembre 2015 - Impostori
- 70 / Aprile-Giugno 2015 - Dite quel… bip… che vi pare
- 69 / Gennaio-Marzo 2015 - Conversazioni
- 68 / Ottobre-Dicembre 2014 - Urania 451
- 67 / Luglio-Settembre 2014 - Dal nostro inviato speciale
- 66 / Aprile-Giugno 2014 - Granturismo
- 65 / Gennaio-Marzo 2014 - La rivista che sapeva troppo
- 64 / Ottobre-Dicembre 2013 - La società dei poeti estinti
- 63 / Luglio-Settembre 2013 - The Spending Review
- 62 / Aprile-Giugno 2013 - Presente Storico
- 61 / Gennaio-Marzo 2013 - Supernova
- 60 / Ottobre-Dicembre 2012 - Apocalisse
- 59 / Luglio-Settembre 2012 - Cover
- 58 / Aprile-Giugno 2012 - Eurovisioni
- 57 / Gennaio-Marzo 2012 - Morante, un secolo
- 56 / Ottobre-Dicembre 2011 - Cittadino e scrittore
- 55 / Luglio-Settembre 2011 - Su Parise
- 54 / Aprile-Giugno 2011 - Eran giovani e forti
- 53 / Gennaio-Marzo 2011 - Là dove il sì suona
- 52 / Ottobre-Dicembre 2010 - Mai sentito
- 51 / Luglio-Settembre 2010 - L’umile Italia
- 50 / Aprile-Giugno 2010 - Due o tre cose su Alberto A.
- 49 / Gennaio-Marzo 2010 - Tabù
- 48 / Ottobre-Dicembre 2009 - Privato Pubblico
- 47 / Luglio-Settembre 2009 - Censure e autocensure
- 46 / Aprile-Giugno 2009 - Italia Anni Zero
- 45 / Gennaio-Marzo 2009 - Dove andremo a finire
- 44 / Ottobre-Dicembre 2008 - Concordia nazionale
- 43 / Luglio-Settembre 2008 - Generi coloniali
- 42 / Aprile-Giugno 2008 - Il Milione
- 41 / Gennaio-Marzo 2008 - Non ancora trentenni
- 40 / Ottobre-Dicembre 2007 - Moravia. Un secolo
- 39 / Luglio-Settembre 2007 - E=mc²
- 38 / Aprile-Giugno 2007 - Demoni
- 37 / Gennaio-Marzo 2007 - Schiavi e schiavitù
- 36 / Ottobre-Dicembre 2006 - Bestie
- 35 / Luglio-Settembre 2006 - Officina Siciliano
- 34 / Aprile-Giugno 2006 - Art. 1
- 33 / Gennaio-Marzo 2006 - 8 libri che hanno fatto l’Italia
- 32 / Ottobre-Dicembre 2005 - Io so
- 31 / Luglio-Settembre 2005 - Ancora una poesia
- 30 / Aprile-Giugno 2005 - Atlantide
- 29 / Gennaio-Marzo 2005 - Fuori casa
- 28 / Ottobre-Dicembre 2004 - Questo non è un romanzo
- 27 / Luglio-Settembre 2004 - Live
- 26 / Aprile-Giugno 2004 - Lettere su un romanzo
- 25 / Gennaio-Marzo 2004 - Italville
- 24 / Ottobre-Dicembre 2003 - Abbiamo avuto cinquantanni
- 23 / Luglio-Settembre 2003 - Abbiamo cinquantanni – Atto secondo
- 22 / Aprile-Giugno 2003 - Abbiamo cinquantanni – Atto primo
- 21 / Gennaio-Marzo 2003 - Abbiamo cinquantanni – Prologo
- 20 / Ottobre-Dicembre 2002 - Disegni per l’Italia
- 19 / Luglio-Settembre 2002 - Cinque esordi
- 18 / Aprile-Giugno 2002 - Come lavoro
- 17 / Gennaio-Marzo 2002 - Isole
- 16 / Ottobre-Dicembre 2001 - Regole
- 15 / Luglio-Settembre 2001 - Giacomo Debenedetti e il secolo della critica
- 14 / Aprile-Giugno 2001 - Oceano Canada
- 13 / Gennaio-Marzo 2001 - Narratori del 2000
- 12 / Ottobre-Dicembre 2000 - Moravia: vicini e lontani
- 11 / Luglio-Settembre 2000 - Per Attilio Bertolucci
- 10 / Aprile-Giugno 2000 - Australia
- 9 / Gennaio-Marzo 2000 - Roma
- 8 / Ottobre-Dicembre 1999 - Destini rappresentativi
- 7 / Luglio-Settembre 1999 - Storia-storie
- 6 / Aprile-Giugno 1999 - Sette domande sulla guerra
- 5 / Gennaio-Marzo 1999 - Maestri naturali
- 4 / Ottobre-Dicembre 1998 - Leggere giusto
- 3 / Luglio-Settembre 1998 - I partiti non si inventano
- 1-2 / Gennaio-Giugno 1998 - Terrore e terrorismo

### La sesta serie
- 5 / Settembre-Dicembre 2020 - Chi portiamo sull'arca?
- 4 / Maggio-Agosto 2020 - Lo straniero
- 3 / Gennaio-Aprile 2020 - A memoria della memoria
- 2 / Settembre-Dicembre 2019 - Cronache dalla biosfera
- 1 / Maggio-Agosto 2019 - La torre d'avorio

## PremioNuovi Argomenti
Si sono tenute due edizioni del premio Nuovi Argomenti.
La prima edizione (2020/2021) è stata vinta da Michele Castelli per la sezione Narrativa e da Clio Nicastro per la sezione Poesia.
La seconda edizione (2022/2023) è stata vinta da Thomas Mai per la sezione Narrativa e da Noemi Nagy per la sezione Poesia.